# Francesco Forte (polityk)
Francesco Forte (ur. 11 lutego 1929 w Busto Arsizio, zm. 1 stycznia 2022 w Turynie) – włoski nauczyciel akademicki, publicysta, polityk, deputowany, w latach 1982–1986 minister.

## Życiorys
Studiował prawo na Uniwersytecie w Pawii, kształcił się zwłaszcza w zakresie prawa finansowego. Zajął się działalnością akademicką. Pracował na Uniwersytecie Mediolańskim, na Uniwersytecie Turyńskim objął stanowisko kierownika katedry finansów publicznych (zastępując Luigiego Einaudiego), był też profesorem na Uniwersytecie Rzymskim „La Sapienza”. Autor około 35 książek i kilkuset artykułów naukowych. Pełnił funkcję wiceprezesa koncernu Eni (1971–1975) i dyrektora szkoły podyplomowej tego przedsiębiorstwa (1966–1981). Był publicystą ekonomicznym włoskich gazet, m.in. „Il Giorno”, „L’Espresso”, „Il Sole 24 Ore” i „Il Foglio”. Przewodniczył towarzystwu naukowemu SIEDS (1983–1985) oraz organizacji International Atlantic Economic Society (1984–1985).
Działał we Włoskiej Partii Socjalistycznej, do początku lat 80. był głównym ekonomistą partii. W latach 1979–1987 wykonywał mandat posła do Izby Deputowanych VIII i IX kadencji. Od grudnia 1982 do sierpnia 1983 pełnił funkcję ministra finansów w rządzie Amintore Fanfaniego. Następnie do maja 1985 zajmował stanowisko ministra bez teki w gabinecie Bettina Craxiego, odpowiadając za koordynowanie polityki wspólnotowej. Przeszedł następnie na urząd podsekretarza stanu w resorcie spraw zagranicznych, pozostał na nim także w drugim rządzie lidera socjalistów. Funkcję tę pełnił do 1987, od tegoż roku do 1994 wchodził w skład Senatu X i XI kadencji. W latach 1988–1991 był burmistrzem miejscowości Bormio.